# Monodelphis dimidiata
Monodelphis dimidiata (Spaans: Colicorto meridional) is een zoogdier uit de familie van de Opossums (Didelphidae). De wetenschappelijke naam van de soort werd voor het eerst geldig gepubliceerd door Johann Andreas Wagner in 1847.

## Voorkomen
De soort komt voor in Uruguay, zuidoostelijk Brazilië, noordoostelijk Argentinië en oostelijk Paraguay.

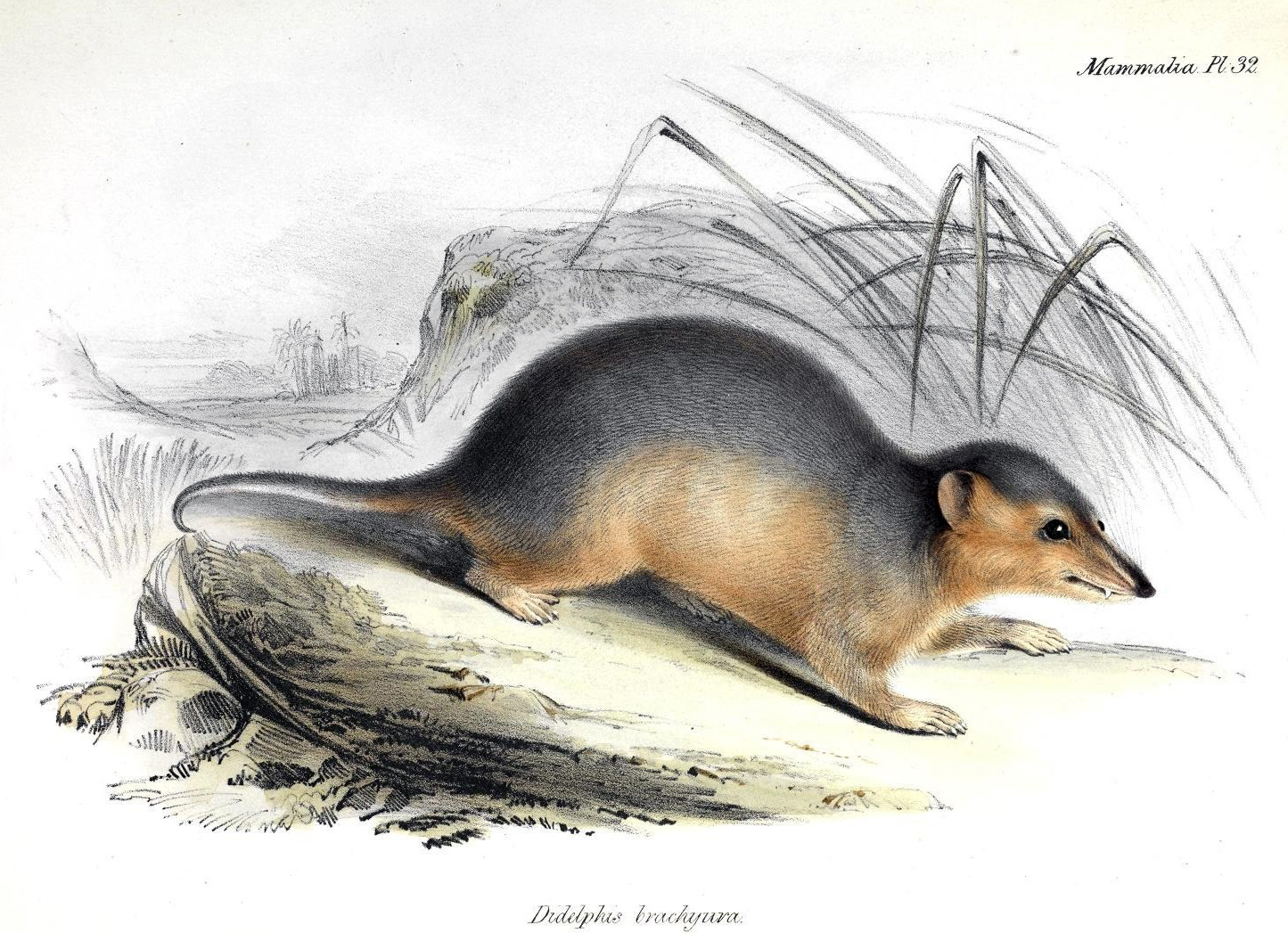
Didelplus brachyura
(1838), The zoology of the voyage of H.M.S. Beagle